# Ixtacomitán
Ixtacomitán est une municipalité du Chiapas, au Mexique. Elle couvre une superficie de 149 km2 et compte 10 772 habitants en 2015.